# 千葉急行観光
千葉急行観光（ちばきゅうこうかんこう）は、千葉県で事業を展開する貸切バス専業のバス会社。岡山県に本拠地を置く豊沢交通千葉営業所を前身とする事業者である。
日本バス協会、千葉県バス協会正会員。千葉県吹奏楽連盟賛助会員。代表者が音楽学校出身ということもあり、一般貸切では中学校・高等学校吹奏楽部の送迎利用に注力している。「千葉急行」という社名を名乗るが、かつて千葉県内で鉄道事業を展開していた千葉急行電鉄とは全く関係ない。

## 沿革
- 2007年7月…豊沢交通が大阪営業所の進出失敗から、本社の経営状態が悪化。再建策として千葉営業所を売却。千葉営業所の事業を継承し、千葉急行観光株式会社が設立。
- 2008年1月…事業認可後順次増車し、豊沢交通からの低年式引継ぎ車両を高年式車両に代替、排気ガス規制に対応を開始。
- 2010年11月…旧豊沢交通からの低年式引継ぎ車両は全車両高年式車両に代替を完了し、排気ガス規制に対応を完了した模様。これにより引継ぎ車両は全車廃車になった。
- 2010年12月…保有車両は60人乗り以外、全車両トイレ付き観光バスになった。
- 2015年7月…運行管理の高度化実施の為、全車両に映像記録型ドライブレコーダーを導入。同月、車両代替を実施し、全車大阪府内への運行が可能となった。
- 2016年2月…トヨタディーラーとのタイアップにより、新車販売事業を開始。

## 営業所（車庫）の所在地
- 本社営業所
  - 千葉県成田市三里塚1-1448
  - 成田ナンバー

## 車両
豊沢交通千葉営業所からの引き継ぎ当初はいすゞ自動車製の車両も保有していたが、車両代替の進行で全廃されている。千葉急行観光発足後は、日産ディーゼル製を保有した時期もある。
2013年に入り、他社で夜行路線バスとして使用されていた三菱ふそう・エアロキング を購入。なおこの車両は、2015年に房総エキスプレスがエアロキングを購入するまでは、千葉県内の事業者が保有するエアロキングとしては唯一の貸切仕様車であった。
2020年（令和2年）現在の保有車両は日野自動車製と三菱ふそう製、小口輸送に対応するために導入されたトヨタ・ハイエースの計6台の車両が在籍する。中学校・高等学校吹奏楽部の送迎利用を考慮してか、保有する車両はエアロキングとハイエースを除きトランク容量の大きいスーパーハイデッカー車が導入されている。大型車は他社で高速路線バスとして使用されていた車両が導入される傾向があり、方向幕・化粧室装備の特性を活かして高速ツアーバスとして運行されていたこともあった。